# Najgorszy tydzień mojego życia
Najgorszy tydzień mojego życia (ang. The Worst Week of My Life, 2004–2006) – brytyjski serial komediowy nadawany przez stację BBC One. W Polsce nadawany na kanale Tele 5.

## Opis fabuły
Serial opisuje perypetie Howarda (Ben Miller) i Mel (Sarah Alexander), którzy przygotowują się do ślubu. Ostatnie dni przed uroczystością wypełnia cała seria niefortunnych zdarzeń, które stawiają pod znakiem zapytania przyszłość zakochanych.

## Obsada

### Główni
- Ben Miller jako Howard Steel
- Sarah Alexander jako Mel Cook
- Alison Steadman jako Angela Cook
- Geoffrey Whitehead jako Dick Cook
- Janine Duvitski jako Eve
- Ronald Pickup jako Fraser Cook

### Pozostali
- Raquel Cassidy jako Cassie Turner
- Emma Pierson jako Sophie Cook
- John Benfield jako Ron Steel
- Kim Wall jako Mitch
- Paul Brooke jako Vicar